# Utair Flight 120
UTair Flight 120 var ett inhemskt reguljärflyg på linjen Tyumen till Surgut i Ryssland. Den 2 april 2012 havererade flygplanet VP-BYZ, som skulle flyga denna linje, strax efter start från Roschino International Airport. Haveriet ledde till att 31 av de 43 personerna ombord omkom. 

## Flygplanet

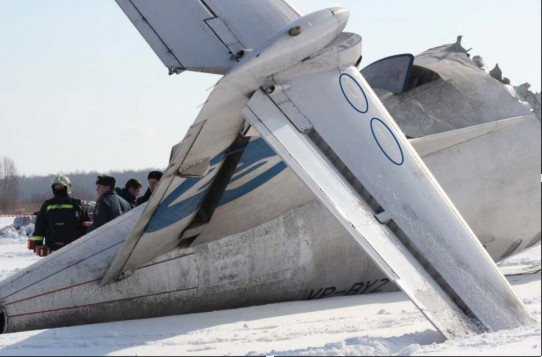
Vraket.

Olycksflygplanet var en ATR 72-201, tillverkade av fransk-italienska ATR och registrerad i Bermuda som  VP-BYZ. Flygplanet, vars tillverkningsnummer var 332, tillverkades 1992 och flög första gången den 20 oktober det året. Det levererades till TransAsia Airways den 16 december 1992 och flögs av Finnair och Aero Airlines innan det togs i bruk av UTair Aviation i juli 2008.

## Orsak
Orsaken till olyckan var pilotfel i och med att piloterna fällde in vingklaffarna i alldeles för låg hastighet. Detta förvärrades av isning på flygplanskroppen vilket ledde till en överstegring vilket piloterna inte klarade av att bemästra. Noterbart är att piloterna enligt svarta lådan hade noterat is på vingarna men trots detta inte begärt någon avisning.